# Trichosteleum werneri
Trichosteleum werneri là một loài rêu trong họ Sematophyllaceae. Loài này được Herzog mô tả khoa học đầu tiên năm 1909.